# رحلة دانا الجوية رقم 0992
رحلة دانا الجوية رقم 0992 كانت رحلة ركاب داخلية مجدولة في نيجيريا بين أبوجا ولاجوس. في 3 يونيو 2012، تعرضت طائرة ماكدونل دوغلاس MD-83 التي تخدم هذه الرحلة إلى فشل مزدوج في المحركين أثناء اقترابها من لاجوس. لم تتمكن الطائرة من الوصول إلى وجهتها المقصودة وتحطمت في مبانٍ سكنية، مما أسفر عن مقتل الجميع 153 شخصًا على متنها وستة أشخاص على الأرض. بعدد 159 قتيلًا، تظل هذه الحادثة أكثر حوادث تحطم الطائرات التجارية دموية في تاريخ نيجيريا منذ حادثة طائرة كانو عام 1973.
خلص مكتب التحقيق في الحوادث إلى أن محركي الطائرة فقدا قوتهما أثناء الاقتراب من لاجوس. كان التجميع غير الصحيح قد أدى إلى قطع خط وقود المحركين، مما تسبب في عدم وصول الوقود إليهما. خلال بداية تعطل المحركات، لم يعلن الطياران حالة طوارئ حتى فقد المحرك الثاني قوته أثناء الاقتراب النهائي للرحلة. أدى نقص الوعي بالوضع واتخاذ قرارات خاطئة من الطيارين في النهاية إلى تحطم الطائرة في المباني.كان هذا الحادث هو خامس كارثة جوية كبيرة في نيجيريا خلال عقد من الزمن، بعد عدة حوادث جوية في الأعوام السابقة. وأدى الحادث إلى إعادة هيكلة كبيرة لقطاع الطيران في البلاد. ومنذ تحطم هذه الرحلة، تحسنت سلامة الطيران في نيجيريا بشكل ملحوظ، ونجحت البلاد في الاحتفاظ بتصنيف الفئة الأولى في سلامة الطيران.

## الطائرة
كانت الطائرة من نوع ماكدونيل دوغلاس إم دي-83 ذات محركين، مسجلة في نيجيريا برقم التسجيل 5N-RAM، صُنعت عام 1990 وسُلّمت أولاً إلى شركة ألاسكا إيرلاينز برقم التسجيل N944AS، وظلت تعمل مع الشركة حتى تقاعدت شركة ألاسكا من طائرات إم دي-80 في عام 2008. أُجري بيع الطائرة إلى شركة طيران أخرى قبل أن تستحوذ عليها شركة دانا إير في فبراير 2009. وقد بلغ مجموع ساعات الطيران للطائرة أكثر من 60,800 ساعة منذ تصنيعها. أما محركات الطائرة فبلغت ساعات طيران إجمالية تزيد على 55,300 و26,000 ساعة قبل الحادث. وأُجري آخر صيانة للطائرة في 2 يونيو 2012، أي قبل يوم واحد من الحادث.

## ركاب الطائرة وأفراد الطاقم
| الجنسية          | الركاب | الطاقم | الأرض | المجموع |
| ---------------- | ------ | ------ | ----- | ------- |
| نيجيريا          | 134    | 3      | 6     | 143     |
| الصين            | 6      | 0      | 0     | 6       |
| الولايات المتحدة | 2      | 1      | 0     | 3       |
| الهند            | 1      | 1      | 0     | 2       |
| بنين             | 1      | 0      | 0     | 1       |
| كندا             | 1      | 0      | 0     | 1       |
| فرنسا            | 1      | 0      | 0     | 1       |
| ألمانيا          | 1      | 0      | 0     | 1       |
| إندونيسيا        | 0      | 1      | 0     | 1       |
| لبنان            | 1      | 0      | 0     | 1       |
| الإجمالي         | 147    | 6      | 6     | 159     |

كانت رحلة 0992 تحمل على متنها 147 راكبًا، من بينهم 15 من جنسيات أجنبية من 9 دول. كان من بين الأجانب ستة من الصينيين، وثلاثة من الأمريكيين، واثنان من الهنود، وواحد من كل من بنين، كندا، ألمانيا، فرنسا، إندونيسيا، ولبنان.
من بين ركاب الرحلة كان سيلستين أونووليري، زوج وزيرة الخارجية النيجيرية آنذاك فيولا أونووليري، وإهيم إيخومو، ابن الأدميرال الراحل ونائب رئيس نيجيريا السابق أوغستوس إيخومو، وإبراهيم دامسيدا، الأمين الدائم السابق لوزارة المالية النيجيرية، وليفي شيبوكي أجونوما، المتحدث باسم الشركة الوطنية للنفط النيجيرية، وشحو سعد، مدير بنك ماين ستريت نيجيريا. وأفادت وسائل الإعلام المحلية بوجود عدد من كبار المسؤولين العسكريين على متن الطائرة.

### الطاقم
الطائرة كانت تقل 6 من أفراد الطاقم، منهم قائد طائرة أمريكي، وضابط أول هندي، ومهندس طيران إندونيسي، وثلاثة مضيفين نيجيريين.
القائد هو بيتر واكستان، عمره 55 عامًا، لديه 18,116 ساعة طيران إجمالية، منها 7,466 ساعة على طراز MD-83. كان قائد طائرة في شركة سبيريت إيرلاينز من 1997 إلى 2009، كما ورد أنه طار أيضًا لشركة فالكون إير إكسبريس، وهي شركة طيران تشارتر في ميامي. تم تعيينه في دانا إير في 14 مارس 2012، وبدأ تدريبه العملي تحت إشراف قائد تدريب في 26 أبريل 2012 بعد إتمام التدريب النظري ومحاكاة الطيران. يحمل عدة شهادات طيران منها أيرباص A320، ماكدونيل دوغلاس DC-9، فوكر F-27، وساب 340. تم تعليق رخصته سابقًا من قبل إدارة الطيران الفيدرالية الأمريكية بسبب هبوطات عنيفة متعددة وعدم الإبلاغ عن مشاكل الصيانة، واستعاد رخصته في أغسطس 2011.
الضابط الأول ماهيندرا سينغ راثور عمره 34 عامًا، لديه 1,143 ساعة طيران إجمالية، منها 808 ساعات على MD-83. كان يعمل سابقًا مدير خدمة المقصورة في دانا إير قبل أن يتم تعيينه طيارًا في يناير 2011.

### الحادث
رحلة 0992 كانت رحلة من العاصمة النيجيرية أبوجا إلى أكبر مدينة في البلاد، لاغوس، وتم تشغيلها بطائرة ماكدونيل دوغلاس MD-83. أقلعت الطائرة من أبوجا في الساعة 14:58 بالتوقيت المحلي، وعلى متنها 147 راكبًا و6 من أفراد الطاقم، ووزن وقود يبلغ 12,000 كجم (26,000 رطل). كانت الرياح هادئة وكانت ظروف الطقس جيدة. قاد الرحلة الكابتن بيتر واكستان والمساعد ماهيندرا سينغ راتوره، حيث كان راتوره هو الطيار المسيطر على الطائرة. كانت الطائرة في رحلة العودة للرحلة الثانية من أبوجا.

### عطل المحرك الأول
بعد حوالي 17 دقيقة من الإقلاع من أبوجا، لاحظ الطاقم وجود خلل في المحرك الأيسر. لم يكن المحرك يولد قوة دفع كافية على الرغم من إعداد دواسة الوقود اليدوي. سأل راثور واكستان عما إذا كان ينبغي عليه استدعاء المهندس لتحليل المشكلة، لكن واكستان رفض، قائلاً إنهما يستطيعان تحديد سبب المشكلة بأنفسهما. ثم سأل واكستان راثور إذا كان أحد أفراد الطاقم الأرضي قد عبث باللوحة بالقرب من باب الطائرة الخلفي، وذكر بعد ذلك أن “الرجل” كان غاضبًا منهما. قبل إقلاع الرحلة، كان الطياران في نزاع مع الطاقم الأرضي بشأن استخدام باب خروج الركاب الخلفي.
قرر الطاقم مواصلة الرحلة إلى لاغوس رغم وجود اختلافات في قيمة ضغط نسبة دفع المحرك (EPR) للمحركين وعدم استجابة المحرك الأيسر، الذي كان يعمل على قوة عطل رغم إعداد دواسة الوقود الخاصة به. بعد ذلك، تواصلوا مع برج مراقبة لاغوس لطلب إذن بالنزول. خلال المحادثة بأكملها، لم يذكروا المحرك الأيسر المعطل، ولم يتبعوا قائمة الطوارئ الخاصة بمحرك معطل.
عندما تم السماح للرحلة بالنزول، أمر القبطان واكستان الضابط الأول راثور بزيادة معدل هبوط الطائرة، لكنه رفض قائلاً إن الهبوط التدريجي أكثر فعالية في الحفاظ على ارتفاعهم. ثم سمح لرحلة 0992 بالاقتراب من المدرج 18L في لاغوس. مرة أخرى، لم يصدر الطاقم نداء استغاثة أو يذكروا المحرك الأيسر المعطل. استمرت الرحلة في الاقتراب من لاغوس. وبما أنه تأكد عدم استجابة المحرك الأيسر، تولى القبطان واكستان السيطرة من الضابط الأول راثور وأصبح هو الطيار المسيطر. كان المحرك الأيمن في ذلك الوقت لا يزال يعمل، لذلك اعتقد الطاقم أنه من الآمن الاستمرار في الرحلة إلى لاغوس. وقد سُمع القبطان واكستان يقول: “حسنًا، هذا المحرك جيد بالنسبة لنا حتى الآن.

### خلل المحرك الثاني
مع اقتراب الطائرة من لاجوس، ازداد قلق الطاقم مع تلقيهم سلسلة من توجيهات الرادار المتعلقة بالاتجاه والارتفاع من برج المراقبة في لاجوس. قاموا بمراجعة قوائم التحقق المختلفة لعملية الاقتراب، لكنهم لم يقرأوا قائمة التحقق الخاصة بالهبوط بمحرك واحد المقدمة لهم. كان ارتفاع الطائرة أعلى قليلاً من المعتاد في ذلك الوقت، وقرر القبطان واكستان زيادة معدل الهبوط لتصحيحه. ثم طلب من ضابط الطيران الأول راتور تهيئة الطائرة للهبوط عن طريق ضبط الرفارف على 15، بحيث تولد الطائرة قوة رفع مع مقاومة هوائية قليلة. ومع ذلك، بالرغم من قراره تهيئة الطائرة للهبوط، كان هناك حاجة إلى قوة دفع إضافية أثناء الاقتراب النهائي من لاجوس. كان الطاقم في موقف صعب.
حاول القبطان واكستان بعد ذلك تقليل معدل الهبوط بزيادة إعداد دواسة البنزين للمحرك الأيمن. ولدهشته، لم يستجب المحرك الأيمن لإدخاله. فقد تعطلا المحركان تمامًا عن توليد قوة الدفع المطلوبة. وعندما أدرك الطاقم خطورة الوضع، أعلنوا حالة الطوارئ عندما كانوا على بعد 11 ميلًا بحريًا (20 كيلومترًا) من المطار.
في الساعة 15:42:01 رحلة 0992: برج لاجوس، داناكو صفر صفر تسعة تسعة اثنان.
في الساعة 15:42:05 برج لاجوس: داناكو صفر صفر تسعة تسعة اثنان، هذا لاجوس… الرادار، تفضلوا.
في الساعة 15:42:10
رحلة 0992:
مي داي، مي داي، مي داي، داناكو صفر صفر تسعة تسعة اثنان، خمسة نوفمبر روميو ألفا مايك، فشل مزدوج في المحرك.
في الساعة 15:42:16 برج لاجوس: داناكو صفر صفر تسعة تسعة اثنان، كيف تسمعونني؟
في الساعة 15:42:18 رحلة 0992: أسمعكم جيدًا، فشل مزدوج في المحرك، عدم استجابة دواسة البنزين، نطلب اقتراب مباشر. داناكو صفر صفر تسعة تسعة اثنان.
في الساعة 15:42:27
برج لاجوس:
الموقع على بعد عشرة أميال للهبوط على المدرج 18 يمين، اتصلوا بالبرج الآن على التردد 118.1.
في الساعة 15:42:32 رحلة 0992: 118.1، نهاركم سعيد.
ومع وجود الطوارئ الحالية، لم يقم الطاقم بمراجعة قائمة التحقق الخاصة بهذه الحالة. حاولوا فورًا الاتصال ببرج المراقبة على تردد 118.1 ميجاهرتز لطلب تعليمات الهبوط، لكنهم لم يتمكنوا من التواصل. ثم تم ضبط الرفارف على 28 وطلب القبطان واكستان من مضيف الرحلة الاستعداد للهبوط. في ذلك الوقت، لم يكن هناك أي مؤشر على أن الوضع خارج السيطرة.
بعد دقائق قليلة، رن تنبيه “الارتفاع”، وأعلن القبطان واكستان أنه رصد المدرج. تم رفع الرفارف وتم سحب معدات الهبوط. ومع فقدان المحركين القدرة على توليد الدفع المطلوب، استنتج القبطان: “لقد فقدنا كل شيء، فقدنا محركًا، فقدت المحركين”. خلال الـ 25 ثانية التالية، طلب القبطان كل ما يمكن أن يساعد في استعادة الدفع، بما في ذلك “إعادة الإشعال”، “تجاوز الإشعال”، “أي شيء فقط” يُعطى له. ومع نقص الدفع من المحركين، استمرت الطائرة في فقدان سرعتها وارتفاعها.

### التحطم
فقدت الطائرة قوة الدفع وانخفضت بالقرب من الأرض. قام الطاقم بضبط موازن الاستقرار عدة مرات أثناء محاولتهم تجنب العقبات والمباني أمامهم، لكنهم فشلوا في وقف الهبوط. فقدت الطائرة الارتفاع بسرعة وصدر تحذير انخفاض الارتفاع حتى نهاية التسجيل.
تحطمت طائرة MD-83 في حي إجو-إيشاغا المأهول بالسكان بالقرب من المطار. اصطدمت أولاً بجناحها الأيمن بمبنى مكون من طابقين تابع لشركة الطاقة النيجيرية، ثم اصطدمت بعدة أشجار وثلاثة مبانٍ أخرى.
انفجرت الطائرة واشتبكت فيها النيران، وانتشرت النيران في الحي بأكمله. كان أحد المباني المتضررة مبنى غير مكتمل كان يخزن سوائل قابلة للاشتعال تحضيراً لاستخدامه كمبنى صحفي، مما زاد من حجم الحريق.
خاطأ العديد من السكان في البداية بين الانفجار الناتج عن الحادث وهجوم من قبل جماعة بوكو حرام الإرهابية النيجيرية.

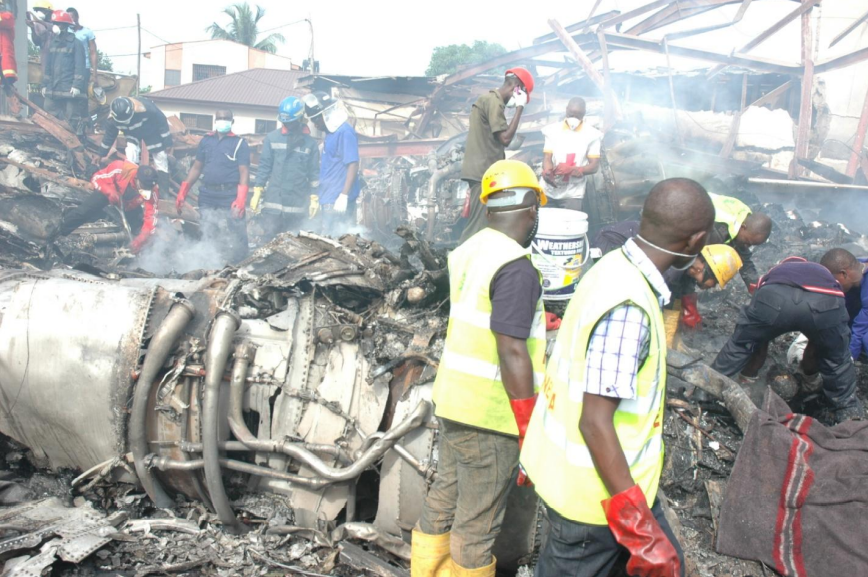
موقع حادث رحلة دانا إير رقم 0992 في حي إجو-إيشاغا

أصبح موقع التحطم فوضوياً، حيث أفادت صحيفة “ذا صن” النيجيرية أن الآلاف من سكان لاغوس حاولوا الاقتراب من الموقع. حاولت الحشود إيصال خراطيم المياه إلى المكان، بينما حاول الجنود تفريق المتجمهرين باللكمات والسياط المطاطية. وردّ المتجمهرون برشق الجنود بالحجارة.
كان الماء اللازم لإطفاء الحريق نادراً لساعات بسبب نقص شاحنات الإطفاء في المدينة، ما دفع المدنيين لمحاولة إخماد النيران يدوياً باستخدام دلاء بلاستيكية مملوءة بالماء. واجهت صهاريج المياه التي تم الاستيلاء عليها من مشاريع بناء قريبة صعوبات في الوصول إلى الموقع بسبب ضيق الطرق.
ونتيجة لهذه التحديات، تأخر إخماد النيران من قبل السلطات، مما أدى إلى احتراق الطائرة بالكامل باستثناء الذيل. لم يُعثر على أي ناجٍ في موقع التحطم، حيث قضى جميع ركاب الطائرة البالغ عددهم 153 شخصاً، من ركاب وأفراد الطاقم. كما قُتل ما لا يقل عن 6 أشخاص على الأرض بسبب الحادث.
كشفت التحليلات الجنائية لاحقاً أن 27 شخصاً كانوا على متن الطائرة، وكلهم من الجالسين في الجزء الخلفي منها، قد نجوا من التحطم في البداية. وقد أفاد بعض السكان بأنهم حاولوا الفرار من الحطام المشتعل، كما حاول السكان المحليون فتح مخرج الطوارئ لإنقاذهم، إلا أنهم توفوا فوراً بسبب الدخان والانفجارات المتتالية.

## الاستجابة
زار عدد من كبار المسؤولين، بمن فيهم رئيس نيجيريا آنذاك والرئيس السابق لاغوس، موقع الحادث في الرابع من يونيو. وبعد الزيارة، أعلن الرئيس الحداد الوطني لمدة ثلاثة أيام، مشيرًا إلى أن الحادث “أغرق الأمة في مزيد من الحزن في يوم كانت نيجيريا فيه تعاني بالفعل من فقدان أرواح بريئة أخرى في تفجير كنيسة بولاية باوتشي”، الذي وقع قبل ساعات فقط من الحادث.
وفي استجابة للحادث، تعهّد الرئيس بأن تُبذل “كل الجهود الممكنة” لتعزيز سلامة الطيران في البلاد، وهو نفس التصريح الذي كرره رئيس نيجيريا السابق خلال سلسلة حوادث طيران في عامي 2005 و2006. وقد قامت الحكومة الفيدرالية بسحب ترخيص الشركة المشغّلة ومنعت تشغيل الطراز المستخدم من الطائرات بعد الحادث. كما تم تشكيل لجنة فنية وإدارية من تسعة أعضاء لتدقيق شركات الطيران العاملة في البلاد. وفي الخامس من سبتمبر من نفس العام، رُفع تعليق الترخيص، وبدأت الشركة عمليات إعادة التأهيل والتدريب من جديد.
أنشأت شركة الطيران خطًا ساخنًا يعمل على مدار الساعة لأقارب الضحايا، ونشرت رسالة على موقعها الإلكتروني تقول: “قلوبنا وصلواتنا مع عائلات الركاب الذين كانوا على متن الرحلة المنكوبة. نسأل الله أن يتغمد المتوفين بواسع رحمته.” وأعلنت إدارة الشركة أن كل عائلة من عائلات الضحايا ستحصل على تعويض قدره مئة ألف دولار أمريكي.
تمكّن رجال الإنقاذ من انتشال ما لا يقل عن 152 جثة، بعضها كانت غير مكتملة، ومعظمها تعرّض لتفحم شديد بسبب الحريق. وتم التعرف على 148 جثة، منها 89 ذكرًا و59 أنثى. ومع ذلك، أفاد تقرير كبير الأطباء الشرعيين أن السلطات لم تتمكن من تحديد هوية ثلاث جثث متبقية. ومن بين الجثث التي تم تحديد هويتها، وُجد أن تسعة من الضحايا لم يكونوا مدرجين على قائمة الركاب. ولم يُعثر على جثتي قائد الطائرة ومساعده.
عقد حاكم ولاية لاغوس مؤتمرًا صحفيًا في العاشر من يونيو مع أسر الضحايا لمناقشة خطة الحكومة لإجراء دفن جماعي لضحايا الرحلة. غير أن الخطة قوبلت بالرفض من قبل ذوي الضحايا.
في ضوء الكارثة، طالب مجلس الشيوخ النيجيري بإقالة المدير العام لهيئة الطيران المدني، ووجّه مجلس النواب اتهامات للهيئة بالتقصير، مشيرًا إلى أن الطراز المستخدم من الطائرات قد تم الاستغناء عنه في جميع دول العالم، وزعموا أن الهيئة لم تتمكن من توفير مفتش مؤهل لهذا النوع من الطائرات. وقد وصفت الهيئة هذه المزاعم بأنها “أكاذيب ومغالطات وتشويه للحقائق”. وتسببت هذه القضية في جدل بين المسؤولين الحكوميين والهيئة، حيث اعتبر البعض أن المطالبة بالإقالة كانت محاولة من مسؤولين فاسدين للنيل من رئيس الهيئة التنظيمية. وقد تدخل الرئيس النيجيري السابق مناشدًا الإبقاء على المدير العام، لكن وزارة الطيران قررت عزله في مارس من العام التالي، بسبب ما اعتُبر تقصيرًا في التعامل مع التحقيق في الحادث.
إلى جانب تحقيق مجلس الشيوخ، أُجري تحقيق قضائي في الحادث، وخلاله اتهم أحد أعضاء وكالة إدارة المجال الجوي النيجيري فريق الاستجابة للطوارئ بعدم التصرف بالشكل الصحيح. وقد نشرت الوكالة تفريغًا لتسجيلات التواصل بين الطاقم وبرج المراقبة، وادعى العضو أن السلطات كان ينبغي أن تعلن حالة الطوارئ فور إبلاغ الطاقم بوجود خلل في الطائرة. وكشف التحقيق أيضًا عن أن عملية البحث والإنقاذ كانت غير منسقة وتم تنفيذها بطريقة عشوائية.

## التحقيق

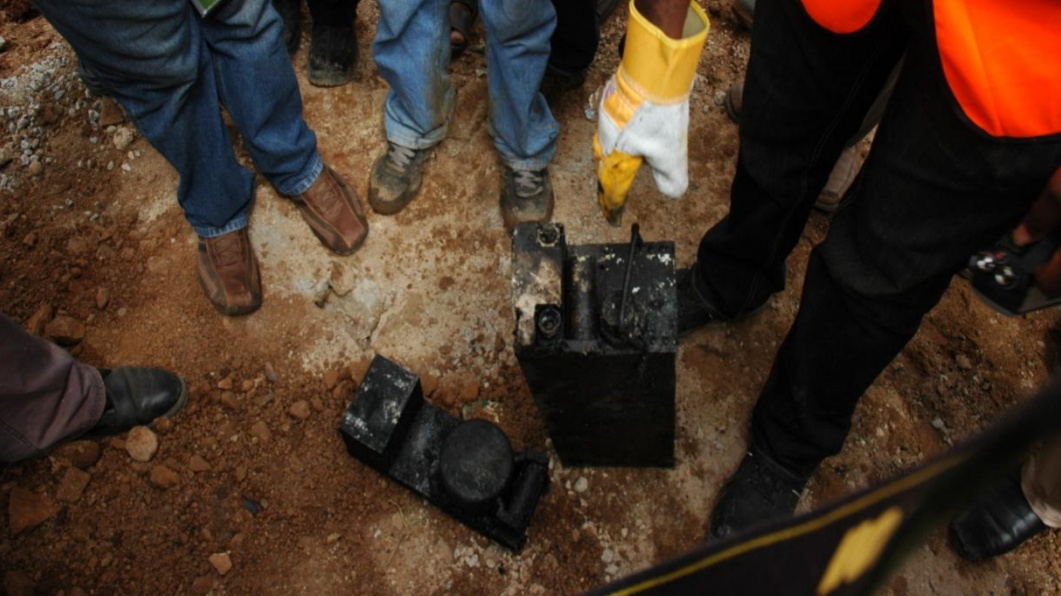
Recovered flight recorders of 5N-RAM

نظرًا لكون الطائرة مصنّعة في الولايات المتحدة، شارك المجلس الوطني الأمريكي لسلامة النقل في التحقيق بصفة مراقب. كما أوفدت كل من إدارة الطيران الفيدرالية، وشركتا بوينغ وبريات آند ويتني كندا ممثلين للمساهمة في مجريات التحقيق.
عُثر على مسجّل صوت قمرة القيادة ومسجّل بيانات الرحلة في موقع التحطم بتاريخ 4 يونيو، وكانا متفحمين بشدة نتيجة الحريق الذي أعقب الحادث. وقد تعرّض مسجّل البيانات لأضرار جسيمة، حيث ذاب الشريط الرقمي بالكامل، مما حال دون استخراج أي معلومات منه. في المقابل، كانت بطاقة الذاكرة الخاصة بمسجّل صوت القمرة سليمة رغم احتراق غلافها الخارجي، وتم استرجاع نحو 31 دقيقة من التسجيلات الصوتية.
في اليوم التالي للحادث، اتّهمت مسؤولة رفيعة في وكالة إدارة المجال الجوي النيجيرية شركة دانا للطيران بالإهمال، مدعيةً أن الشركة كانت على دراية بعدم صلاحية الطائرة للخدمة. وذكرت أن مالك الشركة كان يعلم بوجود أعطال سابقة في الطائرة، إلا أنه تجاهل الأمر وواصل تشغيلها. وأيّد اثنان من موظفي الوكالة هذه المزاعم، معتبرين أن الشركة تستحق المساءلة بتهمة القتل، بسبب سجل الطائرة الحافل بالمشكلات الفنية. وعند طلب توضيح رسمي من الوكالة، نفت مسؤوليتها عن التحقق من تلك الادعاءات، قائلةً: “ليست من ضمن اختصاصنا”.

### فشل المحرك
أفاد طاقم الرحلة 0992 بحدوث فشل مزدوج في المحرك قبل دقائق فقط من تحطم الطائرة في منطقة سكنية مكتظة في حي إيجو-إيشاغا. وقد أكّدت معاينة موقع التحطم أن المحركين لم يُنتجا قوة دفع كافية، إذ كانت الأضرار المرصودة متوافقة مع انخفاض أو انعدام سرعة دوران المحرك لحظة الاصطدام. ولذلك، تطلّب الأمر فحصًا إضافيًا لتحديد مصدر العطل. ونظرًا لأن المحركات قد أُجري لها صيانة شاملة من قبل شركة «ميلينيوم إنجن أسوشيتس» ومقرها ميامي، فقد تم إرسال المحركين إلى الولايات المتحدة للتفكيك والفحص.
خلال عملية تفكيك المحركين، اكتشف المحققون وجود عدة تشققات في خطوط الوقود الخاصة بالمحرك الأيسر. كانت أنابيب تغذية الوقود مكسورة بالكامل وتظهر علامات قصّ قسري. كما لوحظ انحناء في مشعب الوقود الأساسي نحو الأسفل، والتواء في المشعب الثانوي. وقد تسبب أنبوب نقل الوقود في المشعب الثانوي بانسداد شبه كامل لمجرى الوقود، مما قلّص قطر فوهة الوقود. أما في المحرك الأيمن، فقد انهار المشعب الثانوي وظهرت تشققات في المشعب الأساسي. كما كانت خطوط الوقود في كلا المحركين مكسورة ومنحنية عند الوصلات رقم 5 و6.
طلب مكتب التحقيقات في الحوادث الجوية في نيجيريا (AIB) إجراء فحص أدق للمحركات، وبعد ذلك أُعيد شحن المحركات إلى لاغوس، لكن شركة ميلينيوم أرسلت المحرك الأيسر فقط، دون توضيح سبب عدم إرسال المحرك الأيمن. وخلال إجراء اختبارات على المحرك الأيسر، أظهرت التحليلات المعدنية أن المشعبات كانت قد تعرضت لإجهاد مفرط. ورغم هذه النتائج، لم يكن هناك دليل يثبت أن التشققات حدثت قبل التحطم. وبسبب غياب المحرك الأيمن، وصل التحقيق إلى طريق مسدود، مما دفع المحققين إلى تحويل تركيزهم نحو مضخات الوقود.
اكتشف المحققون لاحقًا احتمال وجود نمو ميكروبي في وقود الطائرة، ناتج عن تخزين الوقود في ظروف تعرض فيها لأشعة الشمس، ما تسبب في ارتفاع درجة حرارته لتصل إلى 25 درجة مئوية. ومع ارتفاع نسبة الرطوبة في المناخ الاستوائي، وفّرت هذه الظروف بيئة مناسبة لنمو الفطريات، مما قد يؤدي إلى تآكل خزان الوقود، وانسداد الفلاتر والأنابيب، وظهور قراءات غير دقيقة لمستوى الوقود. ومع ذلك، لم تُظهر التحاليل الأولية لعينات الوقود أي تلوث مؤكد. لكن، وبالنظر إلى هذه المؤشرات، أصدر المحققون توصية لشركة دانا إير بإجراء فحص بصري لاحتمال وجود تلوث وقودي واستخدام معالجات بيولوجية (مبيدات ميكروبية) لمعالجة المشكلة.
إلى جانب التحقيق في الوقود، أثار المحققون شكوكًا بشأن ثقافة تشغيلية معينة داخل شركة دانا إير، وصفوها بأنها “إدارة وقود غير معتادة”. وكشفت التحقيقات أن هناك نمطًا متكررًا في رحلات طائرات MD-83 التابعة للشركة، حيث يتم استهلاك الوقود في خزان الوقود الوسطي بالكامل تقريبًا قبل الهبوط، بينما تظل خزانات الوقود في الأجنحة ممتلئة دون استخدام. وبناء على هذه النتيجة، أوصى المحققون الشركة بضرورة الحفاظ على ما لا يقل عن 2,000 رطل (910 كغم) من الوقود في الخزان الوسطي عند الهبوط في أي وجهة.
ورغم عدم وجود دليل على أن نفاد الوقود كان سببًا مباشرًا في الحادث — إذ أظهرت التسجيلات أن الطاقم أفاد بوجود 26,000 رطل (12,000 كغم) من الوقود على متن الطائرة — فقد استمر التحقيق في هذا الجانب، مما قاد لاحقًا إلى تقدم كبير في مجريات التحقيق.

### نقطة التحول
في 6 أكتوبر 2013، أبلغ طاقم رحلة دانا إير رقم 0348، وهي طائرة من طراز MD-83 تقلع من بورت هاركورت إلى لاغوس وتحمل تسجيل 5N-SAI، عن مشكلة في محرك الطائرة أثناء مرحلة الصعود. أبلغ الطاقم عن نفس المشكلة التي واجهها طاقم رحلة 0992، وهي محرك غير مستجيب لقوة الدفع المطلوبة. لاحظ الطيار وجود خلل أثناء الجزء السابق من الرحلة، فطلب من مهندس الطيران أن يراقب معه في قمرة القيادة. خلال الصعود، لاحظ الطيار أن المحرك يتسارع ببطء، حيث استغرق حوالي 30 ثانية للانتقال من وضع الخمول إلى حوالي 60% من قوة الدفع، بدلاً من ست ثوانٍ فقط كما هو معتاد.
وعلى عكس طاقم رحلة 0992، قام طاقم رحلة 0348 بالإبلاغ عن المشكلة إلى مراقبة الحركة الجوية وأعلنوا حالة طوارئ. هبطت الطائرة بأمان، وأُرسل المحرك المتضرر للفحص التفصيلي. وكان المحرك قد خضع لصيانة شاملة من قبل المقاول في 11 أبريل 2013. وبما أن محركات طائرتي 5N-RAM و5N-SAI قد صُلِحَت من قبل نفس الشركة، وهي شركة ميلينيوم إنجين أسوسيتس (التي أعيد تسميتها لاحقًا إلى جلوبال إنجين مينتنانس)، فقد تم إرسال المحرك إلى ميامي لإجراء فحص معمق.
كشفت نتائج الفحص أن محرك طائرة 5N-SAI (رحلة 0348) تعرض لنفس الأضرار التي لحقت بمحركات طائرة 5N-RAM (رحلة 0992). حيث تعرض المحرك الأيمن المعطل لكسور في مجمع الوقود الخاص به، حيث انكسر أنبوب الإدخال الثانوي للمجمع، مما أدى إلى انفصاله عن فوهة الوقود، وتسبب ذلك في تسرب الوقود الذي كان يمكن رؤيته من مروحة المحرك، كما أن المحرك لم يستجب لقوة الدفع المطلوبة.
وقد اكتشف فريق التحقيق أن مجمع الوقود قد تم تركيبه بشكل غير صحيح من قبل شركة ميلينيوم، حيث تم تركيب الأغطية الواقية لأنابيب الوقود بطريقة مخالفة للمعايير الصحيحة التي أصدرتها شركة برات آند ويتني كندا، مما أدى إلى قطع خطوط الوقود وحدوث الأعطال.

### صيانة خاطئة
كانت شركة برات آند ويتني كندا على دراية تامة بإمكانية حدوث كسور في المجمع الثانوي للوقود. وكانت هذه الكسور تؤدي إلى تسربات في الوقود، مما يسبب مشاكل كبيرة أثناء الرحلات. ففي حادثة واحدة عام 2001، تم الإبلاغ عن نشوب حريق في المحرك نتيجة لهذه المشكلة. لذلك، أصدرت برات آند ويتني نشرة خدمة لإصلاح العطل. وفي أكتوبر 2003، وجهت الشركة جميع المشغلين لاستبدال أو تعديل المجمع الثانوي للوقود باستخدام مادة جديدة للأنابيب، والتي تُقلل بشكل كبير من احتمالية حدوث الكسور، وذلك من خلال زيادة عمر الكلل بشكل ملحوظ.
وبحسب سجل صيانة محركات الطائرة، تم إصلاح المحرك الأيمن وفقًا لتلك النشرة بواسطة شركة فولفو فلايغموتور في عام 2005، وكان المحرك لا يزال يعمل مع شركة ألاسكا إيرلاينز آنذاك. أما المحرك الأيسر فلم يخضع للإصلاح حينها، حيث بيع إلى دانا إير بحالته الأصلية. وفي أغسطس 2011، خضع المحرك الأيسر لإصلاح من قبل شركة ميلينيوم إنجن أسوشيتس، ثم تلاه المحرك الأيمن في سبتمبر 2011. ومع ذلك، لم تُجرى أي من عمليات الإصلاح تلك وفقًا لنشرة الخدمة، حيث قامت الشركة بتركيب المجمع بطريقة خاطئة مما زاد من إجهاد الانحناء على أنابيب مدخل المجمع الثانوي.

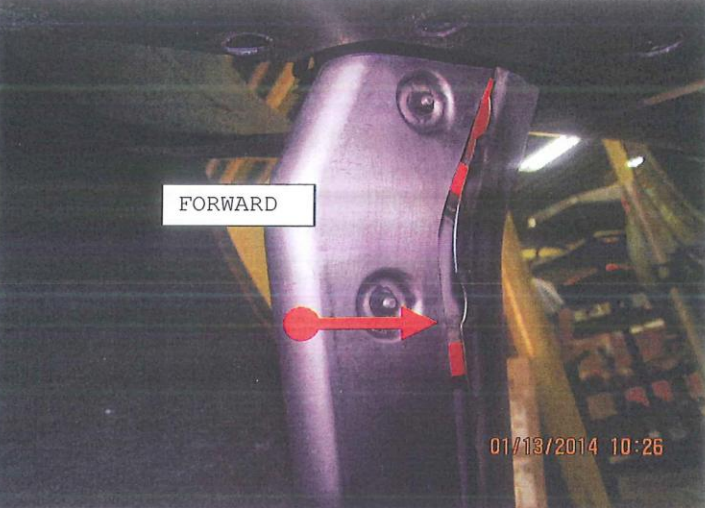
التركيب الفضفاض الناتج عن التركيب غير الصحيح. الجزء البارز في النهاية جذب الهواء الساخن المار بجواره

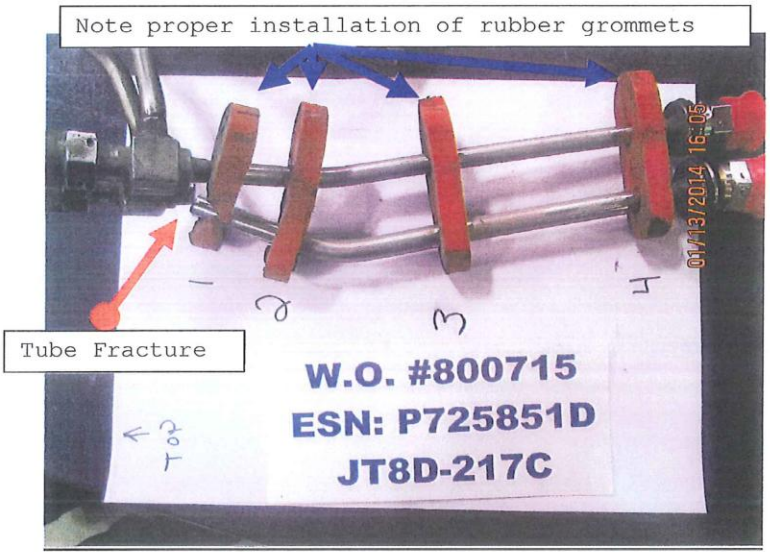
أنبوب الدخول بدون الغلاف الواقي الخاص به. يمكن رؤية فصل الأنبوب بالكامل عن نقطة اتصاله.

تركيب الغطاء الواقي، وهو جزء من المجمع، لم يكن أيضًا وفقًا للإجراء الصحيح. وبسبب هذا الإجراء، لم يكن الغطاء محكم الإغلاق. بقي الغطاء الفضفاض مفتوحًا على الجانب. ومع احتراق الوقود، أنتج المحرك هواءً ساخنًا، فقام الغطاء الفضفاض باصطياد الهواء المارّ وتصرف كأنه شراع، مما تسبب في زيادة مقاومة الهواء بشكل كبير. ثم سحب الغطاء الفضفاض أنبوب دخول الوقود. وبالإضافة إلى إجهاد الانحناء الناتج عن التركيب الخاطئ للمجمع، ومواد الأنبوب التي لم تتغير، وتعريضه للهواء الساخن، تشقق أنبوب دخول الوقود في النهاية. ثم انهارت خطوط الوقود داخل الأنبوب، مما أدى إلى انخفاض كبير في تدفق الوقود، وتباطؤ تسارع محركات الطائرة. ومع ذلك، لم يتمكن المحققون من تفسير سبب تعرض المحرك الأيمن لنفس العطل الذي أصاب المحرك الأيسر، رغم أن إصلاح المحرك الأيمن أُنجز وفقًا للإجراء المفترض.
خلال التحقيق، ذكر قائد رحلة 0348 أن هناك طائرات أخرى تابعة لشركة دانا إير تعرضت أيضًا لتباطؤ في التسارع، وجميعها خضعت لإصلاح من قبل شركة ميلينيوم. دفعت هذه النتائج هيئة الطيران المدني النيجيرية إلى إصدار أمر فوري بإرسال كل طائرة مزودة بمحركات مركبة من ميلينيوم إلى ورشة معتمدة من الهيئة. وحتى حل المشكلة، لن يُسمح للطائرات المعنية بمواصلة التشغيل.
أُجريت محاكاة للرحلة في أكاديمية بان أم الدولية للطيران للتحقق مما إذا كان بالإمكان تفادي الحادث أم لا. وبعد محاكاة كل السيناريوهات المحتملة لرحلة 0992، أظهرت النتائج أن الحادث لم يكن حتميًا. كان واضحًا أنه لو اتخذ الطاقم القرارات والإجراءات المناسبة خلال حالة الطوارئ، لكان بالإمكان تجنب الحادث. وحتى في أسوأ السيناريوهات لوقوع تحطم، كان من الممكن تقليل عدد الضحايا على متن الطائرة. بالرغم من حالة تعطل المحركين، كانت الحالة لا تزال ضمن الحدود التي تسمح بتشغيل آمن للطائرة.

### سوء اتخاذ القرارات
كان واضحًا أن تصرفات الطاقم كان لها تأثير كبير على تحطم الرحلة رقم 0992. طوال الرحلة، لم يلتزم الطاقم بالإجراءات الصحيحة في حالة تعطل المحرك. لم يستخدم الطاقم قائمة التحقق الخاصة بحالة الطوارئ لتعطل المحرك. لو كانوا قد اتبعوا هذه القائمة، لكانوا قد حولوا الطائرة إلى أقرب مطار في المنطقة. كان هناك على الأقل ثلاثة مطارات قريبة من مسار الرحلة 0992، وهي: إيلورين، إيبادان، وأبوجا. وكان مطار إيبادان مدرجًا في قائمة التحقق كمطار بديل رسمي. لكن بسبب عدم قراءة الطاقم للقائمة، تم تجاهل كل هذه المطارات.
حدث أول عطل في المحرك بعد مرور 17 دقيقة فقط من الرحلة. رحلة أبوجا إلى لاجوس عادة تستغرق أكثر من ساعة بقليل، مما يعني أن الطاقم كان لديه متسع من الوقت للإعلان عن حالة طوارئ بسبب العطل، لكنه أجل الإعلان حتى تعطل المحرك الثاني. لم يذكروا وقوع عطل في المحرك لمراقبة الحركة الجوية. وكان قرار عدم إعلان الطوارئ ربما متأثرًا بخوف القبطان واكستان من التحقيقات التي قد تجريها السلطات النيجيرية، حيث سُمع في تسجيل قمرة القيادة قوله إنه إذا أعلنوا الطوارئ، فستقوم السلطات بالتحقيق معهم. وفي لحظة، أكد القبطان واكستان أن الطائرة “لن تتوقف عليهم”.
كشفت تحليلات التسجيل أيضًا عن فجوة كبيرة في العلاقة بين أفراد الطاقم في قمرة القيادة، حيث كان القبطان واكستان أكثر خبرة بكثير في طائرة MD-83 مقارنة بالضابط الأول راتور، مما جعله أقل حزمًا في قراراته. وهذا ما أكده التسجيل؛ أثناء هبوط الطائرة إلى لاجوس، اقترح الضابط الأول راتور تأجيل الهبوط، لكن القبطان واكستان رفض وطلب الهبوط فورًا. ووفقًا لمجلس التحقيق، لو أن الطيارين حافظا على ارتفاع أعلى كما اقترح الضابط الأول راتور، لكانت الرحلة أكثر احتمالًا للوصول إلى لاجوس بأمان.
نتيجة لقرار عدم تأجيل الهبوط، أصبحت الطائرة أقرب إلى الأرض مما ينبغي. ووجد الطاقم نفسه في موقف صعب، حيث تطلب الاقتراب النهائي قوة دفع إضافية، لكن سرعة الطائرة استمرت في الانخفاض. وسُمع القبطان واكستان وهو في حالة ذعر، يكرر قوله إنه “لا يريد أن تتوقف الطائرة”. وبسبب عدم اتباع قائمة التحقق الخاصة بحالة تعطل المحرك، والتي توضح الإجراءات الصحيحة لتقليل الصعوبات، قام الطاقم بإعداد خاطئ للطائرة. فقد قرروا إنزال العجلات والرفارف، مما زاد من مقاومة الهواء، وقلل من قدرة الطائرة على المحافظة على سرعتها. وأدركوا في النهاية أن سرعتهم قد انخفضت أكثر، لكن في ذلك الوقت كانت الطائرة منخفضة جدًا.

### القبطان واكستان وشركة دانا إير
كلا طاقمي الرحلة 0992 كانا من أصول أجنبية. أُجريت مراجعة شاملة لعملية توظيف الطيارين، وكشفت هذه المراجعة عن عدة نتائج. لم تكن هناك ملاحظات أو وثائق غريبة عن الضابط المساعد (راثوري)، لكن الوثائق التي حصلت عليها لجنة التحقيق النيجيرية أظهرت أن رخصة الطيران للقبطان واكستان قد تم تعليقها من قبل إدارة الطيران الفيدرالية الأمريكية عام 2009 بسبب مخالفات تتعلق بهبوط قوي وتصليح غير مُبلغ عنه في لوحة التحكم. وقد تم إعادة اعتماد الرخصة من قبل هيئة الطيران المدني النيجيرية، ولكنها كانت مختومة فقط دون توقيع توقيعها من قبل أي مسؤول في الهيئة.
كشفت التحقيقات أيضًا أن مدرب الطيران قد أعطى تعليقات للقبطان واكستان لتحسين أدائه، لكن اللجنة لم تجد أي وثائق تثبت أنه قام بتحسين أدائه. كذلك لم توجد أدلة موثقة تفيد بأن واكستان قد استوفى متطلبات التوظيف الأساسية مثل مقابلة الاختيار والفحص الخلفي. كل هذه النتائج تشير إلى أن واكستان جرى توظيفه بسرعة كبيرة من قبل شركة دانا إير، وأن تدريبه على قيادة طائرة MD-83 كان مستعجلاً رغم وجود ملاحظات كثيرة حول أدائه غير المرضي.
هذه النتائج حول توظيف واكستان أدت إلى كشف المزيد عن ثقافة العمل داخل شركة دانا إير. قسم الجودة في دانا إير لم يكن مشاركًا في توظيف الطيارين الأجانب. مقابلات مع طيارين سابقين كشفت عن مشاكل في ثقافة الصيانة داخل الشركة، حيث كان من المعتاد أن طاقم دانا إير لا يسجل العيوب الفنية في سجل الطيران، وغالبًا ما كان هذا السلوك من قبل طيارين كبار في الشركة. معظم الذين أجريت معهم المقابلات كانوا طيارين طُردوا أو استقالوا بسبب هذه المشاكل.
كانت هيئة الطيران المدني النيجيرية، الجهة المنظمة لسلامة الطيران في البلاد، من المفترض أن تشرف على عمليات جميع شركات الطيران النيجيرية. لكن وجود هذه الممارسات السيئة يشير إلى ضعف الرقابة على شركات الطيران. لذلك طالبت لجنة التحقيق هيئة الطيران المدني بتكثيف الرقابة على قطاع الطيران في نيجيريا.

### التقرير النهائي
في 13 مارس 2017، أصدرت لجنة التحقيق في الحوادث الجوية النيجيرية (AIB) تقريرها النهائي بشأن الحادث، وجاء في 210 صفحات وتم نشره للعموم.:94
حددت التحقيقات العوامل المحتملة التالية كأسباب رئيسية للحادث:
1. فقد المحرك رقم 1 قوته بعد 17 دقيقة من بدء الرحلة، وأثناء الاقتراب النهائي فقد المحرك رقم 2 قوته أيضًا، ولم يستجب لتحريك دواسة الوقود عند طلب زيادة الدفع للحفاظ على وضع الطيران.
2. الامتناع غير المناسب عن استخدام قائمة التحقق، وعدم قدرة الطاقم على إدراك خطورة المشكلة المتعلقة بفقدان الدفع، وفشلهم اللاحق في الهبوط في أقرب مطار مناسب.

3. ضعف الوعي بالموقف، وسوء اتخاذ القرار، وضعف مهارات الطيران.
أصدرت لجنة التحقيق في الحوادث الجوية عددًا من التوصيات للجهات المعنية، وخصوصًا لشركة دانا للطيران. كما طُلب من الهيئة النيجيرية للطيران المدني (NCAA) تكثيف الرقابة، لا سيما في ما يتعلق بالصيانة والإصلاح والتجديد (MRO). وطُلب من إدارة الطيران الفيدرالية الأمريكية (FAA) التأكد من أن تقوم شركة برات آند ويتني بإعادة تصنيف النشرة الفنية كوثيقة إلزامية، وإعادة تصميم عملية التثبيت والتجميع لمنظومة أنابيب الوقود بشكل يضمن منع التركيب الخاطئ.:95–99

## ما بعد الحادث
في 3 يونيو 2013، كشفت حكومة ولاية لاغوس عن نصب تذكاري تخليدًا لضحايا الرحلة 0992.